# Charlie Colombo
Charles Martin Colombo (Saint Louis, 20 luglio 1920 – Saint Louis, 7 maggio 1986) è stato un calciatore statunitense, di ruolo centrocampista.
Era conosciuto come Gloves perché indossava sempre un paio di guanti quando giocava senza tener conto delle condizioni climatiche.

## Carriera

### Giocatore

#### Club
Ha giocato principalmente nei Simpkins-Ford conquistandosi un posto in Nazionale maggiore.

#### Nazionale
Nel 1948 ha giocato la sua prima partita nella Nazionale maggiore e ha partecipato ai Mondiali 1950.

#### Allenatore
Una volta abbandonata la carriera di giocatore, si dedicò alla carriera da allenatore e nel 1951 divenne l'allenatore dei St. Louis Ambrogio.

## Palmarès

### Club

#### Competizioni nazionali
- U.S. Open Cup: 1

Simpkins-Ford: 1950